# Songs for the Sinners
Songs for the Sinners è il quinto e ultimo album in studio del gruppo gothic metal finlandese Charon, pubblicato nel 2005.

## Tracce
1. Colder – 4:50
2. Deep Water – 4:15
3. Bullet – 4:11
4. Rain – 3:57
5. Air – 3:31
6. She Hates – 4:21
7. Ride on Tears – 3:38
8. Gray – 3:49
9. Rust – 4:44
10. House of the Silent – 6:39